# St Tysilio’s Church
St Tysilio’s Church ist eine mittelalterliche Kirche in dem Dorf Menai Bridge auf der Insel Anglesey (walisisch: Ynys Môn) in Wales an der Menaistraße. Das heutige Gebäude stammt aus dem frühen 15. Jahrhundert und wurde im 19. Jahrhundert renoviert. Die Kirche wird als einschiffiger rechteckiger Bau im spätmittelalterlichen gotischen Stil beschrieben. Die Kirche ist wegen ihrer architektonischen und historischen Bedeutung ein bei der englischen Denkmalschutzbehörde Historic England seit 14. Februar 1967 Grade II* gelistetes Bauwerk.
Die Kirchengemeinde gehört zur Diözese Bangor der Church in Wales.

## Sprachliches
Die Kirche wird auch im Walisischen Llandysilio genannt, wobei das Wort Llan für Kirche oder Dorf mit Kirche (Kirchspiel) steht. Llandysilio ist somit in das Englische mit St. Tysilio’s Church zu übersetzen. Eglwys ist ein weiterer walisischer Begriff für Kirche, Esgobaeth ist mit Diözese zu übersetzen. Bedd ist der walisische Begriff für ein Grab.
Ynys steht für Insel, womit die Lokalisation der Kirche mit Ynys Suliau oder Ynys Tysilio wesentlich präziser beschrieben wird als mit dem englischen Begriff Church Island.
Der Name von Tysilio wird auch in mehreren Synonyma aufgeführt:
- Suliac
- Suliau
- Tyssel
- Tyssilo

Die Variante Suliac oder auch Suliau wird in der französischen Sprache verwendet, da Tysilio später allerdings nach ungesicherter Quellenlage in die Bretagne an die Mündung des Flusses Rance in der Nähe von St. Malo gezogen sein soll und dort ein Kloster gegründet haben soll, wo er auch in der dortigen Abteikirche bestattet sein soll. Französische Literatur beschreibt ihn als einen walisischen Einsiedler (ermite gallois) aus dem 6. Jahrhundert, die Kirchengründung wird dem 7. Jahrhundert zugeordnet. Die nach ihm benannte Ortschaft ist ein Fischerdorf namens Saint Suliac.

## Geschichte
St Tysilio’s Church ist auf Church Island (walisisch: Ynys Suliau oder Ynys Tysilio) bei Menai Bridge gelegen und dem Königssohn St. Tysilio geweiht, der auch als der Gründer einer Einsiedelei auf dieser Insel bekannt ist.
Die Gründung der Originalanlage wird auf etwa 630 AD angesetzt. Der heute vorhandene einschiffige Bau datiert auf etwa 1450, wobei der Baumeister nicht bekannt ist. Das Gebäude ist aus Bruchsteinen aus Kalk gemauert. Das Dach, das im frühen 20. Jahrhundert erneuert wurde, besteht aus Schindeln. Sandsteinlaibungen und Verzierungen sowie originale Giebelkappen liegen vor. Er hat einen rechteckigen Grundriss, wobei auf der Ostseite Reste eines kreuzförmigen Fundamentes vorhanden sein sollen. Ein Glockengiebel findet sich auf der Westseite. Die westwärts gerichtete Pforte in der Nordwand mit ihren Holzkonstruktionen lässt auf einen ehemals vorhandenen Vorraum schließen, die in eine rechteckigen Maueröffnung eingelassen und aufwendig gestaltet ist, sie besteht aus Eiche. Das Fenster im Ostgiebel ist eine Kopie des dort vorhanden gewesenen Originals aus dem 15. Jahrhundert. Sie wurde 1896 dort eingesetzt wie auch die bunte Verglasung aus der Werkstatt Jones & Wallis in London, die den Heiligen darstellt. Die Fenster in der Mitte der Nordwand und westwärts gerichtet in der Südwand könnten nachträglich im 19. Jahrhundert eingefügt worden sein. Eine Erinnerungstafel über der Tür erinnert an die Gründung des Kirchfleckens (St. Tysilio built this church 630AD).
Im Inneren der Kirche befindet sich ein Becken aus dem 14. Jahrhundert. Die Gurtbögen der Bedachung sind freiliegend, die Wände verputzt. Auf dem Boden finden sich Grabsteine, der früheste aus 1696. Zwei Erinnerungstafeln sind in die Wände eingelassen, dabei die in der Südwand aus dem Jahre 1738, die in der Nordwand aus 1785. Die Kirche beinhaltet zudem ein Altarretabel mit verschiedenen biblischen Darstellungen.

## Begründung der Listung
Da im 19. Jahrhundert 27 Kirchen in Anglesey durch Neubauten ersetzt wurden, ist St Tysilio 1967 wegen ihres guten Erhaltungszustandes ohne nennenswerte Verfallserscheinungen als ein besonders erhaltenswertes Baudenkmal der Kategorie Grade II* eingestuft worden. Der heutige Baubefund wird von der Denkmalschutzbehörde auf das frühe 15. Jahrhundert zurückgeführt, wobei die Renovierungen im 19. Jahrhundert dokumentiert sind.

## Der Friedhof

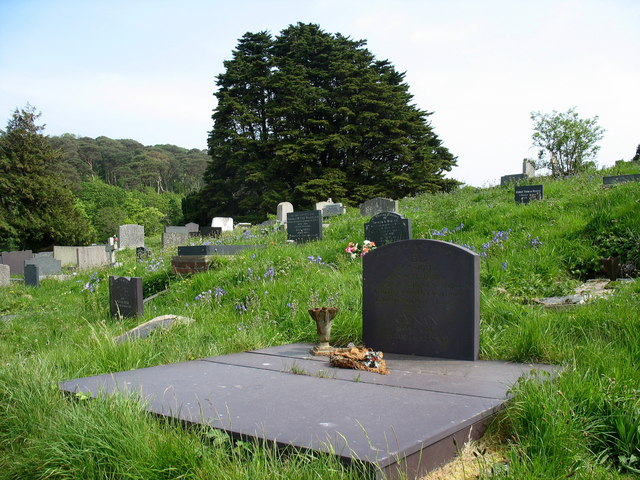
Bedd Cynan. Grabstätte des walisischen Dichters Cynan

Der walisische Kriegsdichter und Schriftsteller Sir Albert Evans-Jones (1895–1970) mit dem Künstlernamen Cynan wurde auf dem Friedhof der Kirche beigesetzt. Auch seine Frau Ellen Jane Jones (Nell) und deren Sohn Dr Emyr ap Cynan sind dort begraben.
Die ältesten Gräber liegen in der Nähe des Kirchengebäudes. 1918 wurde im Norden die umliegende landwirtschaftliche Fläche geweiht und dem Friedhof angegliedert. Weitere Poeten haben dort ihre Ruhestätte, wie Robert Herbert Williams († 1876), Tuchmacher aus Liverpool (auch „Corfanydd“), der zudem Gedichte verfasste und für einen walisischen Hymnus bekannt sein soll, und John Evans, Y Bardd Cocos († 1888). Ein Bischof von Bangor – John Charles Jones († 1956), auch als Missionar in Afrika tätig – ist dort ebenso bestattet wie auch der erste Brückenwärter von Menai Bridge Henry Fisher († 1851), der an der Konstruktion der Brücke mitgewirkt haben soll. Weiterhin finden sich dort viele Gräber ehemaliger Brückenbauarbeiter, von denen einige bei den Arbeiten verunglückt sind. Andere sind nach Abschluss der Bauarbeiten in dieser Gegend geblieben und haben sich in der Umgebung angesiedelt. Auch Mitglieder einer in der Gegend ansässigen Unternehmerfamilie namens Davies sind dort bestattet. An der höchsten Stelle der Insel sind die Kriegerdenkmäler für den Ersten und den Zweiten Weltkrieg angelegt worden. Diese Landmarke bietet auch eine gute Aussicht auf die Menaistraße.